# La Boissière-d'Ans
La Boissière-d'Ans est une ancienne commune française située dans le département de la Dordogne, en région Nouvelle-Aquitaine.
Au 1er janvier 2017, elle fusionne avec Cubjac et Saint-Pantaly-d'Ans pour former la commune nouvelle de Cubjac-Auvézère-Val d'Ans.

## Géographie

### Généralités

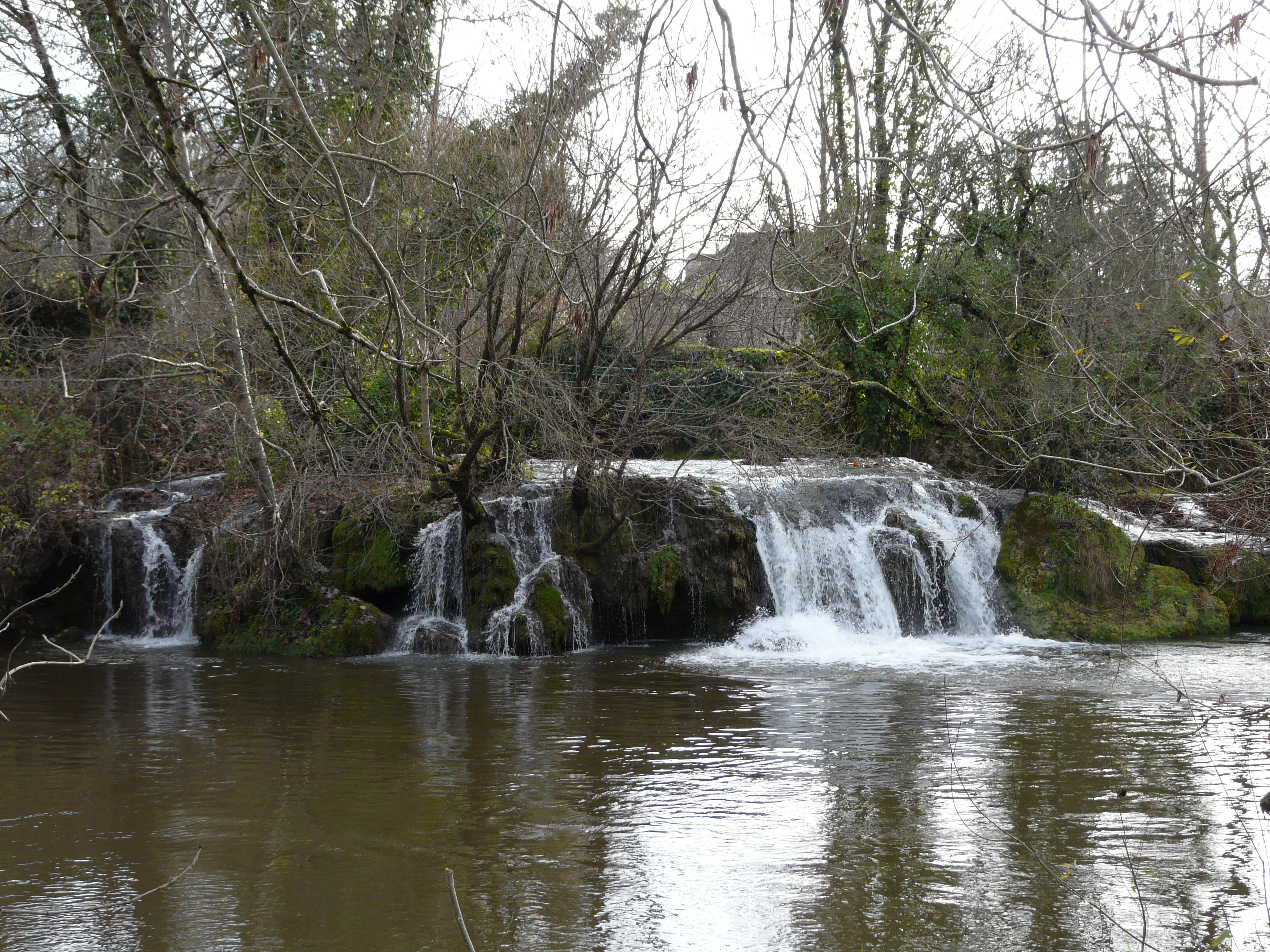
Le Blâme se jette dans l'Auvézère au lieu-dit la Forge d'Ans.

Incluse dans l'aire d'attraction de Périgueux, la commune déléguée de La Boissière-d'Ans fait partie de la commune nouvelle de Cubjac-Auvézère-Val d'Ans. Elle est traversée d'est en ouest par l'Auvézère qui reçoit son affluent le Blâme en des chutes pittoresques au lieu-dit la Forge d'Ans.
Le village de La Boissière-d'Ans est situé treize kilomètres au sud-est d'Excideuil et vingt kilomètres à l'est-nord-est de Périgueux.
La commune est desservie par la route départementale 5.

### Communes limitrophes

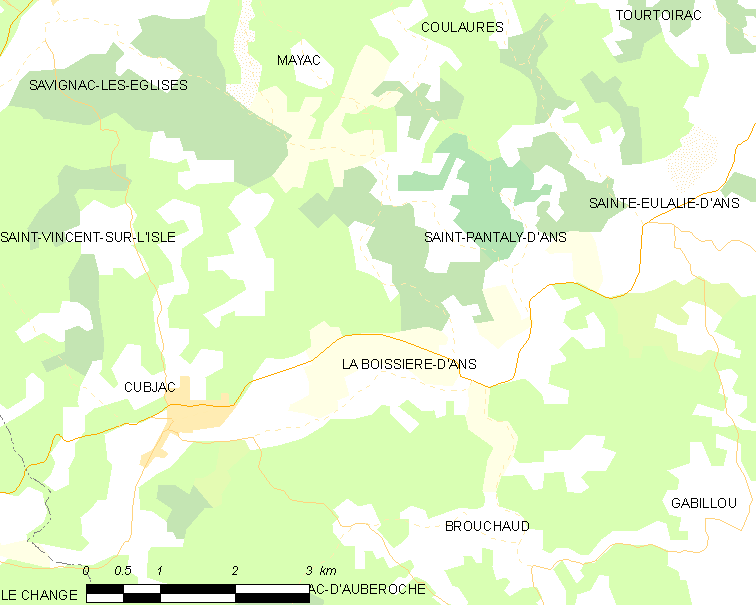
Carte de La Boissière-d'Ans et des communes avoisinantes en 2016.

En 2016, année précédant la création de la commune nouvelle de Cubjac-Auvézère-Val d'Ans, La Boissière-d'Ans était limitrophe de cinq autres communes.
| Savignac-les-Églises | Mayac              |                     |
| Cubjac               | La Boissière-d'Ans | Saint-Pantaly-d'Ans |
|                      | Brouchaud          |                     |

## Urbanisme

### Villages, hameaux et lieux-dits
Outre le bourg de La Boissière-d'Ans proprement dit, le territoire se compose d'autres villages ou hameaux, ainsi que de lieux-dits.
- la Barge
- Barsac
- Bos de Mayac
- les Bouyges
- le Bouyjou
- les Brouillets
- la Cerise
- le Coderc
- Courouyas
- la Croix de l'Oratoire
- la Crouzille
- la Forge d'Ans
- la Graule
- Grattelouve
- la Guillaumette
- Lac Blanc
- Laussinotte
- le Peyvra
- la Peyssonnie
- le Pied du Coq
- Pigerou
- Pompougnac
- Puy Harnier
- les Rebières.

## Toponymie
En occitan, la commune porte le nom de La Boissiera d'Ans.

## Histoire

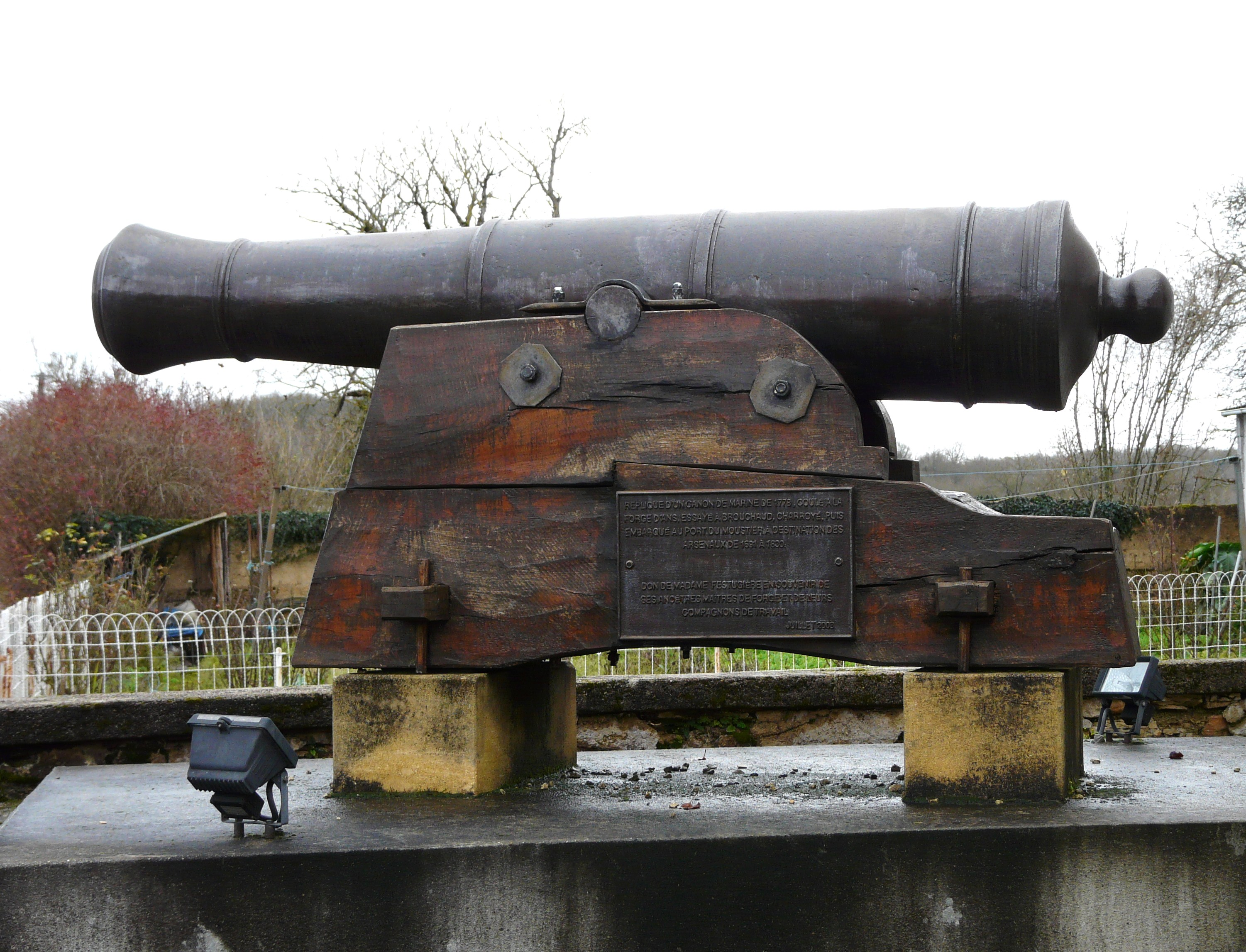
Réplique d'un canon de marine de 1778, coulé à la forge d'Ans.

C'est à la Forge d'Ans, en bordure de l'Auvézère, que de 1691 à 1830 ont été fondus des canons destinés à la Marine royale. Une fois réalisés, ils étaient acheminés par voie terrestre sur 34 kilomètres au port du Moustier sur la Vézère d'où ils étaient transportés par voies fluviale puis maritime jusqu'aux arsenaux de Rochefort . La forge-fonderie était située à proximité des ruines de l'ancien château d'Ans. La force motrice était fournie par le Blâme sur lequel avait été construit un barrage. Elle avait connu une période prospère avec la famille Bertin puis avait périclité. Un contrat de vente du 2 décembre 1791 en transfère la propriété de la marquise de Taillefer, née Suzanne-Thérèse d'Arlot de Frugie de la Roque (1741-1821), au fermier Jean Festugière (1761-1829), qui constate le délabrement des locaux. La reprise de la guerre au printemps 1793, le soulèvement de la Vendée, vont être favorables à la forge d'Ans. Les ouvriers vont se mettre en grève en 1794 pour obtenir une augmentation de salaire. Jean Festugière a profité de l’essor industriel naissant et des guerres de la Révolution et de l’Empire pour forger des canons. Le préfet de Dordogne de l’époque le désignait comme l'homme « le plus entendu dans la fabrication du fer ». Les Festugière se sont fait un nom dans l'industrie et la finance. Émile Festugière (1837-1886), comprenant le déclin de la sidérurgie périgourdine, s'est installé dans la Haute-Marne. André-Jean Festugière est un descendant de Jean Festugière.
Sur la carte de Cassini représentant la France entre 1756 et 1789, le village est identifié sous le nom de la Bussière d'Ans.
Au 1er janvier 2017, La Boissière d'Ans fusionne avec Cubjac et Saint-Pantaly-d'Ans pour former la commune nouvelle de Cubjac-Auvézère-Val d'Ans dont la création a été entérinée par l'arrêté du 26 septembre 2016, entraînant la transformation des trois anciennes communes en « communes déléguées ».

## Politique et administration

### Rattachements administratifs et électoraux
La commune de La Boissière-d'Ans (appelée initialement Laboissiere) est rattachée, dès 1790, au canton de Cubjac qui dépendait du district d'Excideuil jusqu'en 1795, date de suppression des districts. Lorsque ce canton est supprimé par la loi du 8 pluviôse an IX (28 janvier 1801) portant sur la « réduction du nombre de justices de paix », la commune est rattachée au canton de Thenon dépendant de l'arrondissement de Périgueux.
Dans le cadre de la réforme de 2014 définie par le décret du 21 février 2014, ce canton disparaît aux élections départementales de mars 2015. La commune est alors rattachée au canton d'Isle-Loue-Auvézère.
En 2017, La Boissière-d'Ans, en tant que commune déléguée de Cubjac-Auvézère-Val d'Ans, est rattachée à l'arrondissement de Nontron,.

### Intercommunalité
Au 1er janvier 2011, La Boissière-d'Ans rejoint la communauté de communes Causses et Vézère. Elle la quitte le 1er janvier 2013 pour rejoindre la communauté de communes Causses et Rivières en Périgord. Celle-ci est dissoute le 1er janvier 2017, date à laquelle est créée la commune nouvelle de Cubjac-Auvézère-Val d'Ans, rattachée à la communauté de communes Isle-Loue-Auvézère en Périgord.

### Administration municipale
La population de la commune étant comprise entre 100 et 499 habitants au recensement de 2011, onze conseillers municipaux ont été élus en 2014,. Ceux-ci sont membres d'office du  conseil municipal de la commune nouvelle de Cubjac-Auvézère-Val d'Ans, jusqu'au renouvellement des conseils municipaux français de 2020.

### Liste des maires
| Période                                  | Période       | Identité              | Étiquette | Qualité               |
| ---------------------------------------- | ------------- | --------------------- | --------- | --------------------- |
| Les données manquantes sont à compléter. |               |                       |           |                       |
|                                          | 1989          | Jean Pouchard         |           |                       |
| 1989                                     | avril 2014    | Jean Guerrini         | PS        | Retraité de la police |
| avril 2014                               | décembre 2016 | Marie-Madeleine Pluvy |           |                       |

Un recours a été déposé auprès du tribunal administratif pour contester le résultat des élections municipales de mars 2014.

### Jumelages

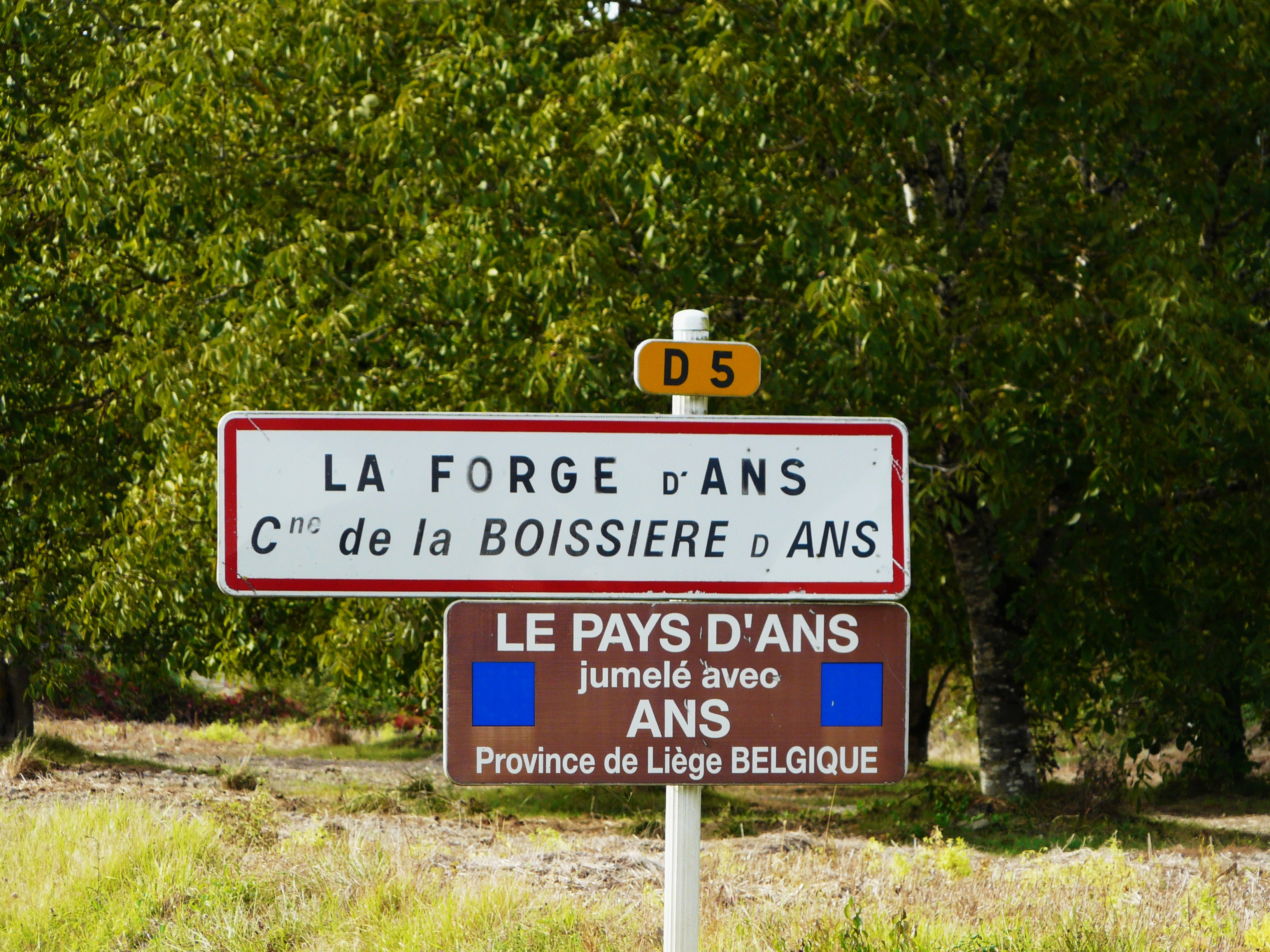
Panneau de jumelage de La Boissière-d'Ans.

- Ans (Belgique) depuis 1999

## Démographie
Les habitants de La Boissière-d'Ans se nomment les Boissièriens.
En 2016, dernière année en tant que commune indépendante, La Boissière-d'Ans comptait 219 habitants. À partir du XXIe siècle, les recensements des communes de moins de 10 000 habitants ont lieu tous les cinq ans (2005, 2010, 2015 pour La Boissière-d'Ans). Depuis 2006, les autres dates correspondent à des estimations légales.
Au 1er janvier 2022, la commune déléguée de La Boissière-d'Ans compte 225 habitants.
| 1793 | 1800 | 1806 | 1821 | 1831 | 1836 | 1841 | 1846 | 1851 |
| ---- | ---- | ---- | ---- | ---- | ---- | ---- | ---- | ---- |
| 317  | 297  | 375  | 234  | 305  | 361  | 355  | 360  | 342  |

| 1856 | 1861 | 1866 | 1872 | 1876 | 1881 | 1886 | 1891 | 1896 |
| ---- | ---- | ---- | ---- | ---- | ---- | ---- | ---- | ---- |
| 352  | 376  | 418  | 364  | 408  | 373  | 376  | 415  | 402  |

| 1901 | 1906 | 1911 | 1921 | 1926 | 1931 | 1936 | 1946 | 1954 |
| ---- | ---- | ---- | ---- | ---- | ---- | ---- | ---- | ---- |
| 380  | 404  | 376  | 286  | 288  | 309  | 274  | 251  | 214  |

| 1962 | 1968 | 1975 | 1982 | 1990 | 1999 | 2005 | 2010 | 2015 |
| ---- | ---- | ---- | ---- | ---- | ---- | ---- | ---- | ---- |
| 224  | 192  | 185  | 202  | 227  | 218  | 233  | 230  | 220  |

| 2016 | - | - | - | - | - | - | - | - |
| ---- | - | - | - | - | - | - | - | - |
| 219  | - | - | - | - | - | - | - | - |

## Économie
Les données économiques de La Boissière-d'Ans sont incluses dans celles de la commune nouvelle de Cubjac-Auvézère-Val d'Ans.

## Culture locale et patrimoine

### Lieux et monuments
- La cascade du Blâme.
- La forge d'Ans : maison des anciens maîtres de forge et vestiges des hauts-fourneaux.
- Le château d'Ans.
- Le château des Brouillets, XVe siècle. Il a appartenu à Jeanne d'Albret, la mère de Henri IV ; on y voit fort bien les mâchicoulis et le chemin de ronde.
- L'église Saint-Martin, romane et gothique, avec son portail à chapiteaux. En novembre 2011, des travaux de restauration ont révélé la présence de peintures murales médiévales[20].
- La croix de l'Oratoire.

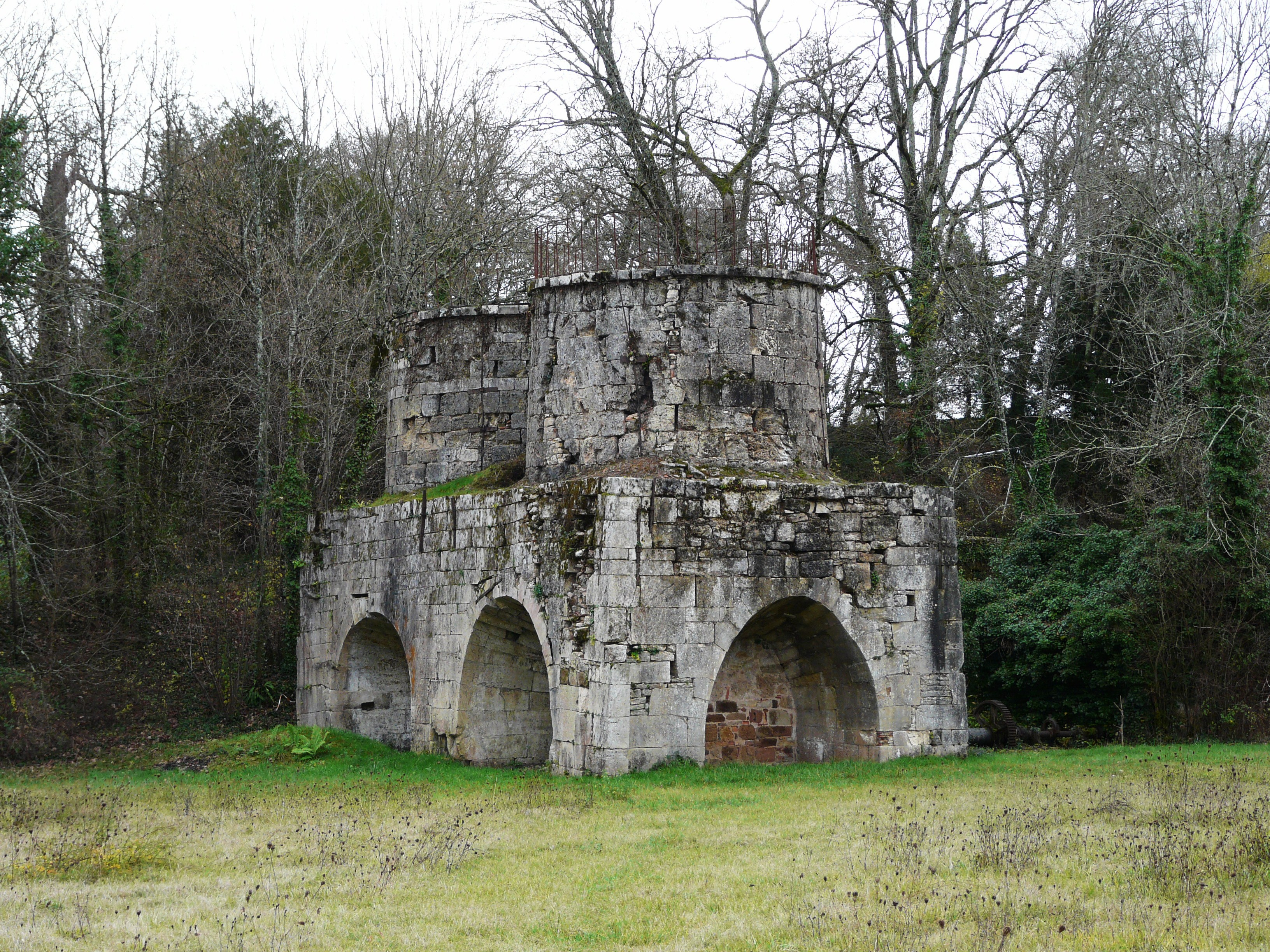
Les vestiges des anciennes forges.
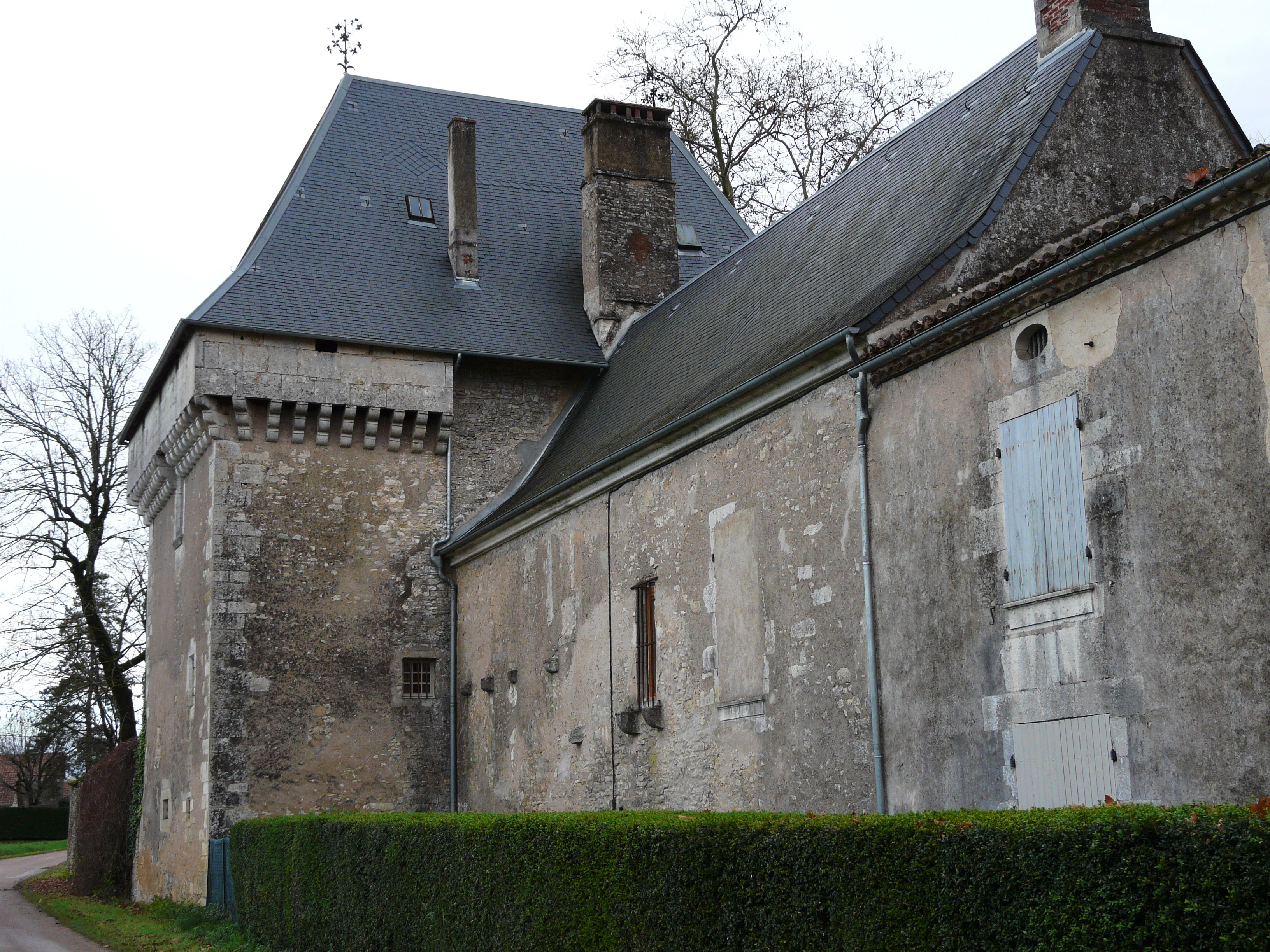
Le château des Brouillets.
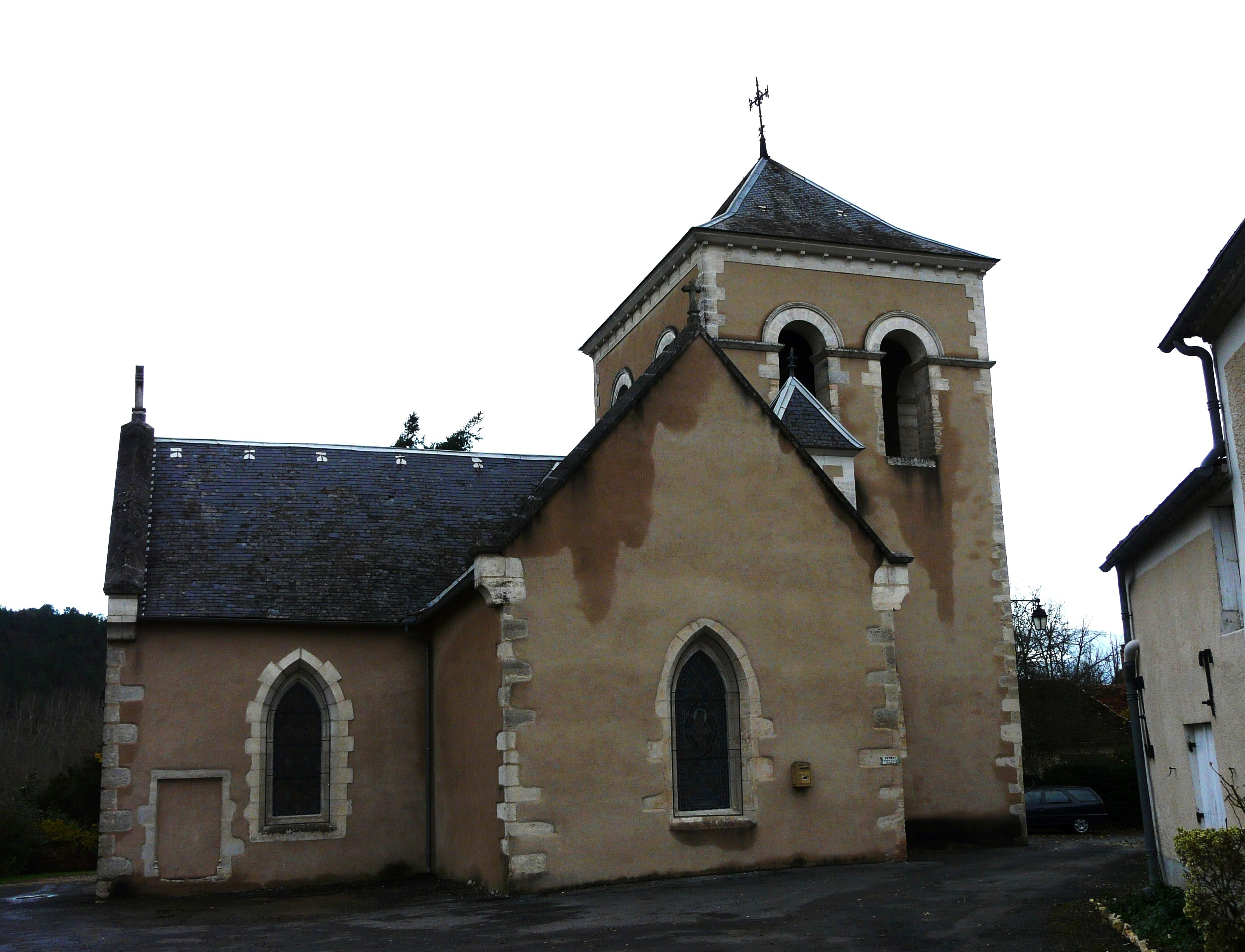
L'église Saint-Martin.

### Patrimoine naturel
Au nord, la zone calcaire boisée du causse de Cubjac représentant près de 40 % du territoire communal est classée comme zone naturelle d'intérêt écologique, faunistique et floristique (ZNIEFF) de type II, principalement pour sa flore spécifique,.

## Personnalités liées à la commune

### Héraldique
| Blason de Boissière-d’Ans (La) | Blason  | Taillé de sinople et d’azur à la traverse de gueules brochante, au pont droit de trois arches maçonné de sable sur une rivière dans laquelle se jette une cascade mouvant du flanc senestre, le tout d’argent posé en fasce, accompagné, en chef, d’une église du même adextrée d’une gerbe de blé d’or senestrée d’un épi de maïs du même et en pointe d’un canon de marine sur son affût le tout aussi d’or, pointé vers la dextre. |
| Blason de Boissière-d’Ans (La) | Détails | Le statut officiel du blason reste à déterminer. |